# Monclar-de-Quercy
Monclar-de-Quercy ist eine südfranzösische Gemeinde mit 2039 Einwohnern (Stand: 1. Januar 2022) im Département Tarn-et-Garonne in der Region Okzitanien. Monclar-de-Quercy gehört zum Arrondissement Montauban und zum Kanton Tarn-Tescou-Quercy vert (bis 2015: Kanton Monclar-de-Quercy). Die Einwohner werden Monclarais genannt.

## Lage
Monclar-de-Quercy liegt etwa 19 Kilometer ostsüdöstlich von Montauban im Quercy. Im Gemeindegebiet liegt der Lac de Raby, an der südlichen Gemeindegrenze verläuft der Fluss Tescounet. Umgeben wird Monclar-de-Quercy von den Nachbargemeinden Vaïssac im Norden, Puygaillard-de-Quercy im Nordosten, Puycelsi im Osten, La Sauzière-Saint-Jean im Osten und Südosten, Montdurausse im Süden, La Salvetat-Belmontet im Westen und Südwesten sowie Génébrières im Westen und Nordwesten.

## Geschichte
587 wird der Ort erstmals erwähnt im Vertrag von Andelot. Monclar-de-Quercy ist eine Bastide, die im 13. Jahrhundert gegründet wurde.

## Bevölkerungsentwicklung
| Jahr                      | 1962 | 1968 | 1975 | 1982 | 1990 | 1999 | 2006 | 2012 |
| Einwohner                 | 1107 | 1153 | 949  | 980  | 1086 | 1265 | 1445 | 1881 |
| Quelle: Cassini und INSEE |      |      |      |      |      |      |      |      |

## Sehenswürdigkeiten
- Notre-Dame de l’Assomption